# Trysimia rugicollis
Trysimia rugicollis là một loài bọ cánh cứng trong họ Cerambycidae.